# Ozobranchus branchiatus
Ozobranchus branchiatus är en ringmaskart som först beskrevs av Menzies 1791.  Ozobranchus branchiatus ingår i släktet Ozobranchus och familjen Ozobranchidae. Inga underarter finns listade i Catalogue of Life.